# Abbenes
Abbenes è un villaggio dei Paesi Bassi situato nell'Olanda settentrionale. Fa parte della municipalità di Haarlemmermeer e si trova a circa 10 km a nord-ovest rispetto Hoofddorp.
Nel 2008 Abbenes contava 1 164 abitanti, distribuiti su una superficie di 0,18 km2 con 366 abitazioni.